# Sciadocephala
Sciadocephala, rod glavočika iz podtribusa Adenostemmatinae, dio tribusa Eupatorieae. Šest vrsta rasprostranjeno je od tropske Južne Amerike na sjever do Kostarike

## Opis
Rod Sciadocephala karakterizira karakteristični papus koji se sastoji od 5 kvržica s viskoznim vrhom, sličan Adenostemmi. Rod uključuje 6 neotropskih vrsta koje se javljaju od Paname do Ekvadora, a najnovija opisana vrsta proširuje područje do Brazila (Biggs & Hind 2013). Biggs i Hind (2003.) također predstavljaju ključ za vrste roda kao i kartu koja prikazuje distribuciju svake od njih.

## Vrste
1. Sciadocephala amazonica R.M.King & H.Rob.
2. Sciadocephala asplundii R.M.King & H.Rob.
3. Sciadocephala dressleri R.M.King & H.Rob.
4. Sciadocephala gracieliae N.Biggs & D.J.N.Hind
5. Sciadocephala pakaraimae (Maguire & Wurdack) R.M.King & H.Rob.
6. Sciadocephala schultze-rhonhofiae Mattf.

## Sinonimi
Nema.